# L'allenatore nel pallone
L'allenatore nel pallone è un film commedia italiano del 1984 diretto da Sergio Martino e ambientato nel mondo del calcio italiano degli anni ottanta. Ha come protagonisti Lino Banfi, che interpreta l'allenatore di calcio Oronzo Canà, Camillo Milli e il duo comico Gigi e Andrea.
Il film è diventato un cult nel cinema italiano e per gli appassionati di calcio, grazie anche alle numerose comparse di reali protagonisti del campionato italiano di calcio degli anni ottanta, come giocatori, allenatori,  commentatori e giornalisti sportivi.

## Trama
Oronzo Canà è un mediocre allenatore di calcio pugliese con diverse esperienze in società di Serie B (Bari, Brescia, Cavese, Foggia, Sambenedettese, Parma, Pescara, Rimini, SPAL e L.R. Vicenza). Il grande desiderio di Canà è di riuscire ad allenare in Serie A prima di ritirarsi ed il suo idolo è Nils Liedholm, del quale imita la postura e l'espressione ed ammira la freddezza, la flemma e le capacità tattiche. La grande occasione arriva quando il commendator Borlotti, presidente della Società Sportiva Longobarda, lo ingaggia per guidare la sua squadra, neopromossa nella massima serie.
Dopo la presentazione alla stampa del nuovo allenatore e le promesse di una grande campagna acquisti, il presidente e il nuovo allenatore Canà si recano a Milanofiori, dove hanno luogo le contrattazioni del calciomercato. Il presidente promette l'acquisto di grandi giocatori, come Diego Armando Maradona, ma alla fine non riesce ad ingaggiarne nessuno, ed anzi vende i due calciatori più promettenti della Longobarda, Falchetti e Mengoni, alla Juventus. Il tecnico, nonostante la strampalata campagna acquisti, tenta in tutti i modi di mettersi in mostra nel grande palcoscenico della Serie A e, con il benestare del presidente, vola in Brasile accompagnato dall'improbabile osservatore Andrea Bergonzoni alla ricerca di un nuovo talento per la sua Longobarda.
Giunti a Rio de Janeiro, Bergonzoni si mette in contatto con il socio Giginho. I due tentano inizialmente di imbrogliare Canà promettendogli l'ingaggio di alcuni fuoriclasse verdeoro: prima tentano di agganciare Éder, poi, ottenuto con una scusa l'autografo di Júnior, preparano un finto contratto, ma Canà si accorge della truffa. I due mediatori tentano allora di agganciare Sócrates, confidando di poterlo intercettare in un ospedale, essendo il giocatore anche un medico. Dopo aver fatto fingere a Canà un'appendicite perforata, scoprono che in realtà il giocatore brasiliano è un ortopedico, mentre il chirurgo gastrico con il quale Canà si ritrova ad avere a che fare è soltanto un suo omonimo. Canà finisce per essere veramente operato di appendicite e, quando si è ormai rassegnato a dover tornare in Italia a mani vuote, alla fine Giginho gli presenta Aristoteles, un giovane che gioca come attaccante in un piccolo campetto nel quartiere Maracanã, con il quale l'allenatore tornerà in Italia.
Alla prima di campionato la Longobarda affronta la Roma: dopo aver segnato il primo gol, perde cinque a uno.
L'inizio di campionato è un disastro: la squadra di Canà perde anche con il Verona e la Cremonese e dopo sette partite ha totalizzato soltanto 3 punti. Canà sembra condannato all'esonero, ma il presidente Borlotti gli rinnova inaspettatamente la fiducia. Canà porta la squadra in ritiro, dove emergono i problemi di adattamento del brasiliano Aristoteles, mal sopportato e discriminato da tutti i compagni di squadra.
Canà riesce a rasserenare il giocatore, facendogli ritrovare la fiducia in sé stesso. Dopo il ritiro, la squadra, grazie ai gol dell'attaccante brasiliano, ottiene la sua prima vittoria, contro la Sampdoria, e poi continua a risalire la classifica battendo Como, Ascoli e Avellino. A questo punto però Speroni, capitano della squadra e amante della moglie di Borlotti, geloso della fama raggiunta dal compagno di squadra sudamericano, durante la partita contro il Milan di Liedholm, si scontra volutamente con lui, facendo infortunare il brasiliano alla caviglia e costringendolo ad un lungo stop; in virtù di questo, la squadra perde sette a zero contro i rossoneri e riprende ad infilare risultati negativi, precipitando di nuovo in zona retrocessione.
Dopo varie partite sfortunate, tra cui le sconfitte maturate nella nebbia contro la Juventus, nella quale Canà viene squalificato per otto giornate per insulti all'arbitro, e contro la Fiorentina, in cui va in scena un maldestro tentativo di combine con l'allenatore gigliato Giancarlo De Sisti, finalmente Aristoteles rientra alla penultima partita, contro la Lazio all'Olimpico: con la squadra in svantaggio per 1-0 alla fine del primo tempo grazie al gol di Bruno Giordano, nella ripresa il fuoriclasse brasiliano mette a segno una doppietta, dando ulteriore speranza alla squadra.
Si arriva all'ultima giornata con, in caso di vittoria, la matematica possibilità di restare in Serie A. Alla vigilia della sfida decisiva contro l'Atalanta, Borlotti svela le sue vere intenzioni al suo allenatore: rimanere ai vertici del calcio italiano ha costi troppo elevati, quindi aveva ingaggiato Canà proprio perché cercava un allenatore poco competente che facesse in modo che la società tornasse in Serie B dopo un solo anno di massima serie. Il presidente pone Canà di fronte ad un ricatto: egli non dovrà schierare Aristoteles e non dovrà vincere la partita, e se così fosse conserverà l'incarico di allenatore nella stagione successiva con tanto di ingaggio raddoppiato.
Inizialmente Canà segue le prescrizioni di Borlotti, ma, durante il secondo tempo, con la Longobarda già sotto di un gol, condizionato anche dagli incitamenti della figlia, con uno scatto d'orgoglio fa entrare in campo il brasiliano in sostituzione di Speroni. La mossa si rivela decisiva: Aristoteles segna una doppietta e ribalta il risultato, regalando alla Longobarda la salvezza nella massima serie. Canà si ritrova quindi disoccupato, ma in compenso viene portato in trionfo dai tifosi. Quando il presidente Borlotti, fingendo contentezza per la salvezza, gli dice: "Lei è un disoccupato, lo sa?", lui risponde con un eloquente: "E lei è un cornuto, lo sa?", accompagnato dal relativo gesto.

## Cast
- Lino Banfi: Oronzo Canà, è l'allenatore di un'immaginaria squadra provinciale italiana di nome Longobarda, ed è ispirato all'allenatore Oronzo Pugliese[2] che, come Canà, portava per scaramanzia il sale in panchina. Il cognome Canà fu pensato dallo stesso Banfi in modo da poter creare un qui pro quo con il nome della moglie Mara. La "Bi-zona", lo schema di gioco utilizzato da Canà, fu creata per esasperare e ridicolizzare il parlare filosofico degli allenatori di quegli anni in materia di tattiche e moduli, ed è una parodia della "Doppia zona" dello stesso Pugliese. Il modulo consta di cinque difensori e cinque attaccanti e, in teoria, cinque centrocampisti, che secondo le parole dell'allenatore, dovrebbe condurre in confusione i calciatori avversari tramite il movimento alternato dei reparti.
- Camillo Milli: il commendator Borlotti, è il presidente della Longobarda, la squadra di calcio immaginaria protagonista nel film. Durante le finte interviste all'interno del film, Milli fa la parodia di un presidente dell'epoca, probabilmente Edmeo Lugaresi del Cesena, che non riusciva a coniugare i verbi. Inoltre durante il calciomercato, Milli fa una divertente caricatura della compravendita dei giocatori in comproprietà, una prassi che in quegli anni si stava diffondendo tra le società di calcio.
- Gigi e Andrea: rispettivamente Giginho e Andrea Bergonzoni. Andrea è lo scalcinato mediatore sportivo che accompagna Canà in Brasile per tentare l'ingaggio di un campione verdeoro, mentre Giginho è la spalla di Bergonzoni, ovvero colui che in Brasile ha le mani in pasta dappertutto. Nelle sue battute ci sono spesso molte parole in portoghese che suonano in modo uguale a parole italiane dal significato completamente diverso, e questo causa diversi equivoci con Canà. Il loro viaggio alla ricerca di un nuovo talento sudamericano, è parzialmente ispirato al viaggio in Brasile, avvenuto nel 1983, del presidente del Catania Angelo Massimino e del suo allenatore Gianni Di Marzio, conclusosi con l'acquisto dei due brasiliani Luvanor e Pedrinho.[3]
- Giuliana Calandra: Mara Canà, nata Mara Lagrasta, è la moglie di Oronzo Canà, di origini albesi. Il nome del personaggio è stato scelto per realizzare la gag comica di quando allo stadio Maracanã Oronzo cerca di mettersi in contatto telefonicamente con la moglie, Mara Canà, creando un divertente equivoco con la centralinista.
- Stefania Spugnini: Michelina Canà, è la figlia ventenne di Oronzo e Mara Canà. Ossessionata dai suoi inconcludenti rapporti sentimentali, scarica spesso la colpa sul padre. S'innamorerà al termine del film del fuoriclasse Aristoteles; la paura di perderlo sarà decisiva per motivare il campione brasiliano nelle ultime due giornate di campionato e, inconsapevolmente, a convincere il padre a non cedere al ricatto del presidente Borlotti.
- Licinia Lentini: la signora Borlotti, è la moglie del presidente Borlotti della Longobarda, chiamata informalmente da Canà "la presidentessa", durante tutto il film è protagonista di una tresca amorosa con il capitano della squadra Speroni.
- Urs Althaus: Aristoteles, è il giocatore più forte della Longobarda. Giovane attaccante brasiliano, viene scoperto da Canà a tirare calci in un campetto in Brasile. Pur dimostrandosi in più di un frangente fragile psicologicamente, con i suoi gol riuscirà a trascinare la squadra alla salvezza. Il suo nome prende spunto da quello del brasiliano Sócrates, mentre la vicenda legata al suo ingaggio in Brasile è ispirata dall'acquisto reale di Luís Sílvio Danuello da parte della Pistoiese che, quattro anni prima, mandò in Sudamerica il vice-allenatore Giuseppe Malavasi per acquistare una giovane promessa.[4]
- Stefano Davanzati: Speroni, è il capitano della Longobarda. Insieme ad Aristoteles è il migliore giocatore della squadra e suoi sono spesso gli assist decisivi per l'attaccante brasiliano. Egli però è invidioso del successo del nuovo giocatore e si adopera in diversi modi per boicottarne le prestazioni, anche grazie all'aiuto del Presidente Borlotti e della moglie, nonché sua segreta amante.
- Franco Caracciolo: Ceretti, è un giornalista ficcanaso della Gazzetta dello Sport, leggermente effeminato, che si diverte a stuzzicare gli allenatori che ritiene essere incompetenti, e per questo fa continuamente domande impertinenti a Canà.
- Viviana Larice: è la suocera di Canà. Coltiva la passione per la lirica (è un mezzosoprano) e fa uso di magia nera per scaramanzia e per pronosticare il risultato di una partita.
- Antonio Zambito: Fulgenzio Crisantemi, è la riserva che tiene spesso compagnia a Canà in panchina: le sue osservazioni negative sull'andamento delle partite inducono Canà a credere che il giocatore porti sfortuna.

## Produzione

Lo stadio Maracanã.

Prima di iniziare le riprese, il regista Sergio Martino fece alcuni sopralluoghi a Rio de Janeiro che furono decisivi per la stesura definitiva della sceneggiatura. Con l'aiuto di personale reperito in loco, l'8 aprile 1984 riprese una delle ultime partite del campionato brasiliano allo stadio Maracanã: America - Flamengo 0-3. Nonostante i 55.452 spettatori, lo stadio era ben lontano dall'essere pieno, come ricorda lo stesso regista nella sua intervista; queste riprese furono in seguito intervallate da alcune scene girate sugli spalti dello Stadio Flaminio di Roma.
Il regista, in uno dei suoi viaggi verso il Sud America, incontrò sull'aereo per Rio de Janeiro Luciano Nizzola e Luciano Moggi (che allora lavorava per il Torino), i due dirigenti erano in trattativa per il passaggio di Júnior alla squadra torinese. La trattativa terminò pochi giorni prima dell'inizio delle riprese e ispirò la trama del film.

Il giornalista Ceretti (Franco Caracciolo) intervista l'allenatore Canà (Lino Banfi).

Durante i soggiorni a Rio, Martino selezionò i luoghi delle riprese oltreoceano: ad esempio il murale con i calciatori del Brasile ispirò l'incontro con Giginho. Il disegno fu realizzato dai tifosi brasiliani per schernire la loro nazionale dopo la sconfitta contro l'Italia ai Mondiali del 1982; in particolare Cerezo, responsabile secondo le cronache sportive brasiliane di non aver marcato a dovere Paolo Rossi, era raffigurato vicino a dei polli.
Inoltre durante un sopralluogo al Maracanã il regista notò un campetto di calcio, visibile dagli spalti più alti, nelle vicinanze dello stadio ed ebbe l'idea per la sceneggiatura dell'incontro tra Canà e Aristoteles. Tra i set brasiliani ci fu anche un ospedale di Rio, dove furono girate le scene di Canà ricoverato per una finta appendicite, ma gli interni dell'ospedale brasiliano, centralino escluso, sono stati girati all'ospedale Aurelia hospital di Roma (in seguito set della soap opera Incantesimo).
Conclusi i sopralluoghi e redatta la sceneggiatura definitiva, la troupe e gli attori Banfi, Roncato, Sammarchi si recarono a Rio a girare nel giugno del 1984 le riprese del film ambientate in Brasile. Il resto della pellicola fu girata nel Lazio in sole sei settimane a cavallo tra giugno e luglio dello stesso anno. La presentazione della squadra fu girata presso l'Atahotel Villa Pamphili di Roma, utilizzato anche per le riprese dedicate al calciomercato estivo, che allora avevano sede al Gallia di Milano, subito dopo la fine del campionato.
Le partite della Longobarda sono spesso intervallate da filmati di repertorio del campionato italiano di calcio 1983-84: questo tipo di montaggio è stato realizzato grazie ad uno stratagemma di Sergio Martino, che decise di far indossare la maglia bianca alla squadra di Canà perché assomigliava alla maglia di riserva di molte squadre dell'epoca.
Le immagini della partita in cui la Longobarda è promossa in Serie A, Sambenedettese-Longobarda, sono in buona parte tratte dal repertorio di una partita di Serie B del 1983-84 tra la Samb e la Pistoiese, giocatasi alla penultima giornata di quel campionato allo Stadio Fratelli Ballarin di San Benedetto del Tronto. A provarlo c'è anche il cartellone pubblicitario della Banca Toscana che era sponsor istituzionale degli arancioni.

Murales della Seleção.

La prima scena di esultanza del pubblico, che si vede alla fine dell'incontro, è in verità quella dei tifosi della Sambenedettese, che pareggiando quell'incontro 1-1 si poterono salvare con un turno di anticipo (la Pistoiese invece retrocesse). Le restanti scene di quel match, nonché tutti gli altri incontri del film, furono girati allo Stadio dei Marmi e allo Stadio Flaminio di Roma. Uno degli spezzoni delle partite della Longobarda (Il gol di testa dell'Inter) fu usato l'anno successivo per il film Mezzo destro mezzo sinistro - 2 calciatori senza pallone dello stesso regista.
Le altre gare reali (tutte risalenti alla primavera del 1984) le cui riprese furono utilizzate per il film: Roma-Fiorentina 2-1 del 29 aprile 1984 (Roma-Longobarda); Fiorentina-Genoa 0-0 del 6 maggio 1984 (Fiorentina-Longobarda); Lazio-Napoli 3-2 del 21 aprile 1984 (Lazio-Longobarda), Atalanta-Sambenedettese 4-2 del 10 giugno 1984. Quest'ultima gara - di cui è molto più rara la documentazione filmata in quanto di serie B - è riconoscibile dagli striscioni con la lettera "A" esposti dai tifosi per festeggiare la matematica promozione arrivata nella precedente partita interna col Varese e dalla rete (l'unica) del biondo numero 10 Andrea Agostinelli.
La prima partita di campionato Roma-Longobarda è stata girata allo Stadio dei Marmi. Nel sottopassaggio degli spogliatoi dello stesso stadio è ambientato l'incontro tra Canà e i giocatori della Roma Pruzzo, Graziani, Ancelotti, Chierico, mentre gli altri giocatori che indossano la maglia della Roma erano invece delle semplici comparse. Gli esterni della casa lombarda di Canà, dove si svolsero le contestazioni e la manifestazione di giubilo prima dell'ultima di campionato, sono stati girati a Marino in provincia di Roma.
La scena dell'intervista del dopopartita di Milan-Longobarda, terminata 7-0, in cui Canà si trova faccia a faccia con Nils Liedholm, l'allenatore svedese è in realtà interpretato da una controfigura e pertanto ripreso di spalle. Nella scena successiva il "vero" Liedholm viene ripreso in primo piano mentre rilascia le proprie dichiarazioni, che vengono trasmesse da una televisione.

Canà portato in trionfo dai tifosi.

Le riprese del ritiro della squadra sono state girate presso l'hotel La locandina, vicino a Frascati. La scena in cui Canà ruba il pallone a Zico per il rito Vudù è stata girata nei campi di allenamento dell'Udinese, più precisamente allo Stadio Moretti di Udine che in seguito alla costruzione dello Stadio Friuli (1976) divenne il campo d'allenamento della società friulana. Negli anni novanta è stato abbattuto e ora al suo posto sorge il parco urbano Alfredo Foni.
L'inseguimento di Canà alla stazione ferroviaria, prima che Aristoteles (Urs Althaus) raggiunga l'aeroporto e ritorni a casa in Brasile, è stato girato a Roma Tuscolana (qui tutti i cartelli azzurri con il nome della stazione furono coperti). Curiosa la presenza della scritta W la Longobarda su una colonna della banchina. Verso il termine del film, Aristoteles suona la chitarra per Michelina in un dehors sulle rive di un lago che, secondo la sceneggiatura, rappresenterebbe un lago del Nord-Italia; in realtà le riprese furono fatte nei pressi del Lago Albano di Castel Gandolfo.
Il finale del film e l'ultima partita del campionato Longobarda-Atalanta sono stati girati allo Stadio Flaminio; gli spogliatoi inquadrati prima dell'inizio della partita e durante l'intervallo sono effettivamente quelli del medesimo stadio. Al termine della partita, durante l'invasione di campo, la sceneggiatura prevedeva che i due gemelli capi ultrà della Longobarda portassero Oronzo Canà in trionfo sulle spalle e così avvenne; durante le riprese i due, tuttavia, afferrarono il povero Banfi per i testicoli, e questo imprevisto ispirò la penultima scena comica del film, inizialmente non prevista nella sceneggiatura.
Una battuta simile fu proposta due anni prima nel film Giggi il bullo con Alvaro Vitali, nella scena finale della gara da ballo:

## Colonna sonora
La colonna sonora de L'allenatore nel pallone è stata curata dai fratelli Guido e Maurizio De Angelis, meglio noti come Oliver Onions, conosciuti per le innumerevoli sigle di cartoni animati, per le colonne sonore dei film di Bud Spencer e Terence Hill e della miniserie televisiva Sandokan.

## Distribuzione
Il film è stato distribuito nelle sale cinematografiche il 26 ottobre 1984.

### Home video
Nel 1985 il film è stato pubblicato in VHS. Nel marzo 2004 è stato pubblicato dalla Cecchi Gori Home Video il DVD del film con il commento audio del regista Sergio Martino e un'intervista a Francesco Graziani.
Rispetto alla versione cinematografica e televisiva, nella versione in DVD scompare l'effetto notte dalle inquadrature iniziali del film e dalle scene sugli spalti dello stadio Maracanã. Nel 2007 è stato pubblicato un cofanetto dalla Federal Video. Il cofanetto contiene il DVD del film e diversi gadget: un pallone da calcio, una visiera come quella del protagonista, un libriccino sul film, un album di figurine.

## Sequel
Nonostante il successo del film, gli autori hanno realizzato un seguito soltanto ventiquattro anni dopo (L'allenatore nel pallone 2), riconfermando il cast del primo episodio, ad eccezione di Gigi Sammarchi.